# Kevin Crossley-Holland
Kevin John William Crossley-Holland (Mursley, 7 febbraio 1941) è un traduttore, scrittore e poeta britannico.
Il suo lavoro più noto è probabilmente la trilogia dedicata a Re Artù (2000-2003), per la quale ha vinto il Guardian Prize e altri riconoscimenti.
Crossley-Holland ha vinto l'annuale Medaglia Carnegie per la sua novella Storm pubblicata nel 1985. Per il 70º anniversario della Medaglia, nel 2007, la novella è stata nominata tra le dieci migliori opere vincitrici.